# Gura Vadului
Gura Vadului is een Roemeense gemeente in het district Prahova.
Gura Vadului telt 2469 inwoners.